# Concordia (Verein)
Concordia war der Name des überregionalen Vereins zur Förderung des Wohles der Arbeiter, der auf Veranlassung des Vorstands des Mittelrheinischen Fabrikantenvereins in Mainz im März 1879 gegründet wurde.
Anlass der Vereinsgründung war die Heilung der in sozialer Beziehung vorhandenen Uebelstände anzubahnen. Dies sollte durch den Zusammenschluss der Arbeitgeber und anderer Freunde der Sache erfolgen. Der Gründungsaufruf erfolgte am 24. November 1878. Zu den Gründungsmitgliedern zählten u. a. die Reichstagsmitglieder Louis Constanz Berger aus Horchheim, Wilhelm Blum aus Heidelberg, Adolf von Brüning Höchst am Main, Wilhelm Büchner aus Pfungstadt, Eugen Holtzmann aus Breitenhof, Helmuth Karl Bernhard von Moltke aus Berlin und der Kammerdirektor des Vize-Reichskanzlers Graf Otto zu Stolberg-Wernigerode.
Der Verein „Concordia“ gab die gleichnamige Zeitschrift heraus, die mindestens bis zum 6. Jahrgang 1884 erschien. Sitz des Vereins war die Stadt Mainz.